# Liu Xiaoying
Dans ce nom chinois, le nom de famille, Liu, précède le nom personnel.
Pour les articles homonymes, voir Liu.
Liu Xiao Ying (en chinois : 刘小英), née le 9 février 1979, est une patineuse de vitesse sur piste courte chinoise.

## Carrière
Liu Xiao Ying est médaillée d'argent en relais aux Championnats du monde de patinage de vitesse sur piste courte 2002 à Montréal ainsi qu'aux Championnats du monde de patinage de vitesse sur piste courte 2004 à Göteborg.
Aux Championnats du monde par équipe de patinage de vitesse sur piste courte, elle est médaillée d'argent en 2002 et 2003.
Elle est aussi médaillée d'or en relais aux Goodwill Games d'hiver de 2000 de Lake Placid.